# ريمون لوبلان
ريمون لوبلان (بالفرنسية: Raymond Leblanc)‏ (و. 1915 – 2008 م) هو منتج أفلام، ومخرج أفلام، وناشر (حرفة)، ومقاوم عسكري بلجيكي، توفي في بروكسل، عن عمر يناهز 93 عاماً.

## وصلات خارجية
- ريمون لوبلان على موقع IMDb (الإنجليزية)
- ريمون لوبلان على موقع ألو سيني (الفرنسية)
- ريمون لوبلان على موقع أول موفي (الإنجليزية)
- ريمون لوبلان على موقع قاعدة بيانات الفيلم (الإنجليزية)

- ريمون لوبلان في قاعدة بيانات الأفلام على الإنترنت